# ماتي فينيفيسي
ماتي فينيفيسي (بالمجرية: Fenyvesi Máté)‏، من مواليد 20 سبتمبر 1933 ، لاعب كرة قدم هنغاري سابق.
لعب مع منتخب هنغاريا لكرة القدم.

## روابط خارجية
- ماتي فينيفيسي على موقع الاتحاد الدولي (مؤرشف)  (الإنجليزية)
- ماتي فينيفيسي على موقع قاعدة بيانات كرة القدم.إي يو (الإنجليزية)
- ماتي فينيفيسي على موقع ناشيونال فوتبول تيمز (الإنجليزية)
- ماتي فينيفيسي على موقع عالم كرة القدم.نت (الإنجليزية)